# 상계동 올림픽
《상계동 올림픽》(Sanggye-Dong Olympic)은 한국에서 제작된 김동원 감독의 1988년 다큐멘터리 영화이다. 김동원 등이 제작에 참여하였다.